# 보람은행
보람은행(Boram Bank)은 1973년부터 1999년까지 존속했던 대한민국의 은행이다. 1973년 한양투자금융으로 출발해 금융시장의 개방과 금융자율화에 대처하기 위한 정책의 일환에 의해 1991년 금성투자금융과 합병하여 보람은행으로 전환하였다. 1997년 IMF로 인해 정부금융기관 구조조정 사업정책에 의거하여 1999년 하나은행과 대등합병하였다.

## 연혁
- 1973년 한양투자금융 설립
- 1974년 동남증권 인수
- 1979년 동남상호신용금고 설립
- 1988년 동남투자자문 설립
- 1991년 금성투자금융과 합병 후 보람은행, 보람증권, 보람상호신용금고, 보람투자자문으로 사명 변경
- 1999년 하나은행과 대등합병 후 하나은행, 하나증권으로 사명 변경(보람상호신용금고와 보람투자자문 퇴출)

## 계열사
- 보람증권
- 보람상호신용금고
- 보람투자자문